# 上往十里駅
上往十里駅（サンワンシムニえき）は、大韓民国ソウル特別市城東区往十里道詵洞にあるソウル交通公社2号線の駅である。駅番号は207。

## 歴史
- 1983年9月16日 - ソウル特別市地下鉄公社（当時）の駅として開業。
- 2005年1月1日 - ソウル特別市地下鉄公社がソウルメトロに改称。
- 2014年5月2日 - ソウルメトロ2号線上往十里駅追突事故が発生。負傷者約240名[1]。
- 2017年5月31日 - ソウルメトロとソウル特別市都市鉄道公社が統合され、ソウル交通公社の駅となる。

## 駅構造

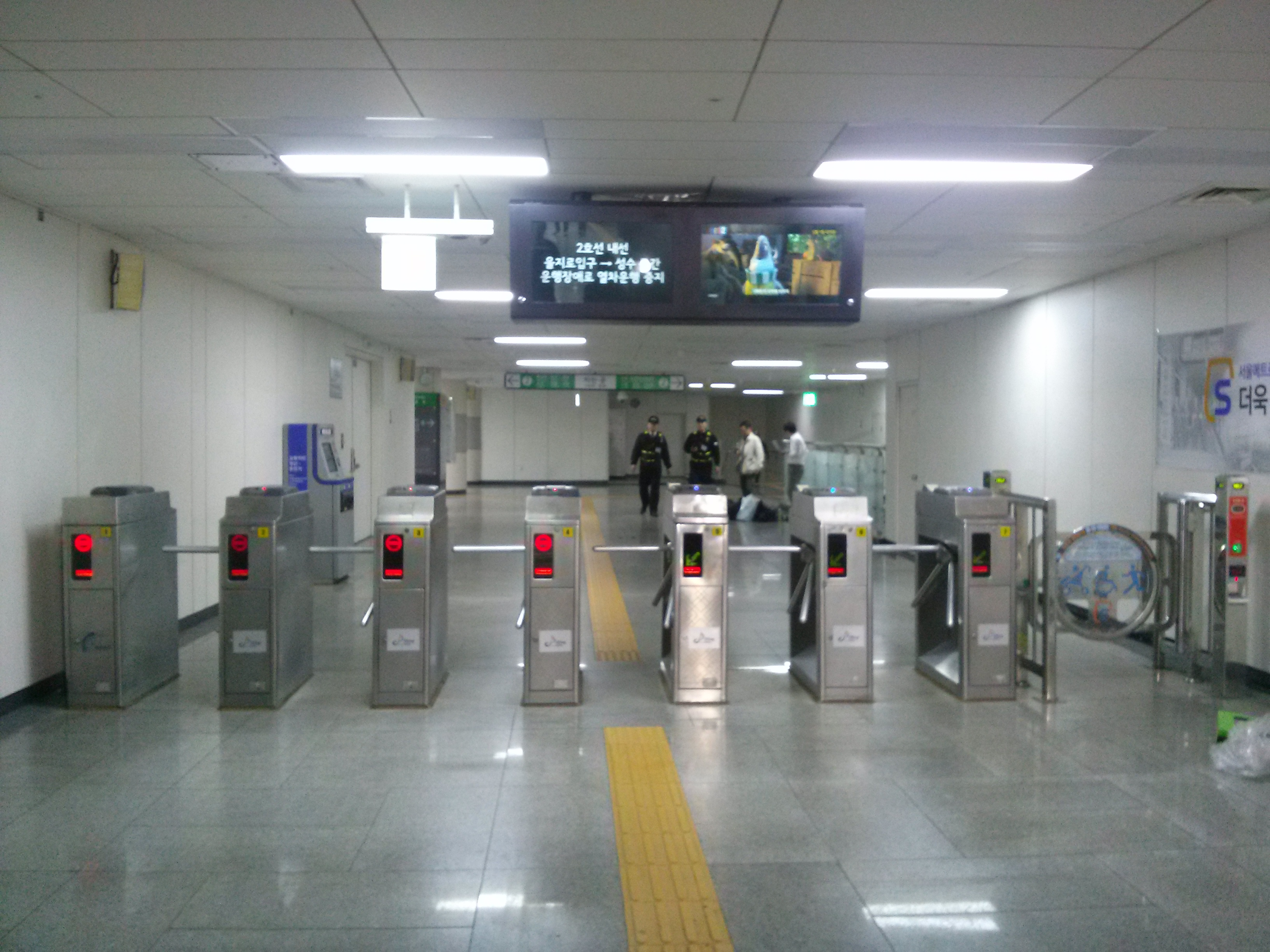
改札口（2014年5月2日）

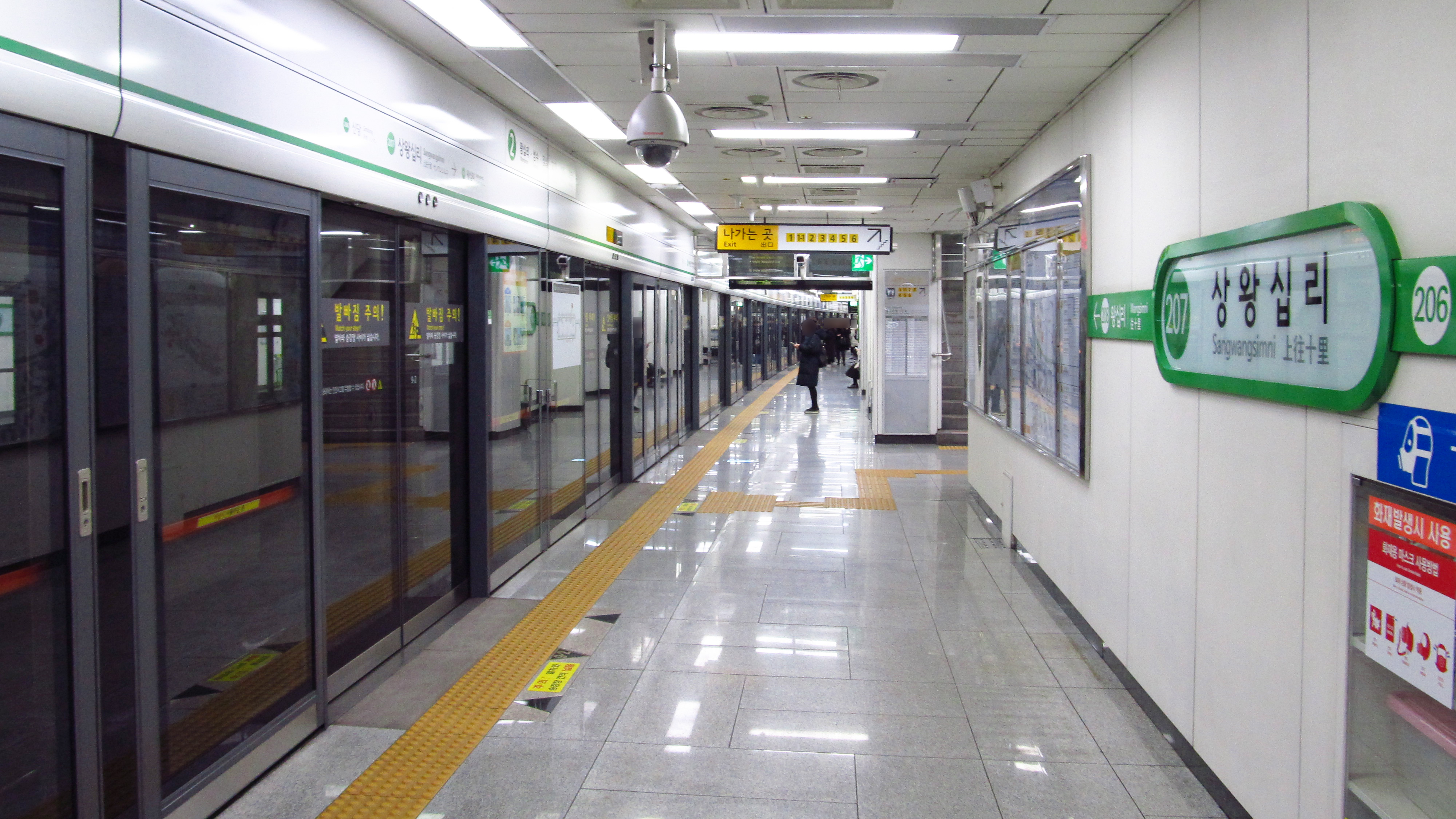
プラットホーム（2018年11月22日）

相対式ホーム2面2線を有する地下駅で、フルスクリーンタイプのホームドアが設置されている。
改札口は新堂側と往十里側の2ヶ所あるが、往十里側の改札口は内回り・外回りホーム別々に設置されており、改札内でのホーム間の移動はできない。化粧室は改札外にある。
エレベーター完備。出入口は1番から6番までの計6ヶ所ある。

### のりば
案内上ののりば番号は設定されていない。
| 内回り | 2号線 | 往十里・聖水・建大入口・蚕室方面      |
| 外回り | 2号線 | 乙支路3街・市庁・忠正路・弘大入口方面 |

## 利用状況
近年の一日平均利用人員推移は下記のとおり。
| 路線  | 路線     | 2000年 | 2001年 | 2002年 | 2003年 | 2004年 | 2005年 | 2006年 | 2007年 | 2008年 | 2009年 | 出典  |
| ----- | -------- | ------ | ------ | ------ | ------ | ------ | ------ | ------ | ------ | ------ | ------ | ----- |
| 2号線 | 乗車人員 | 11,088 | 11,596 | 11,721 | 11,605 | 11,724 | 11,892 | 11,827 | 11,646 | 10,910 | 9,822  | [ 2 ] |
| 2号線 | 降車人員 | 10,952 | 11,234 | 11,408 | 11,317 | 11,407 | 11,417 | 11,297 | 11,027 | 10,462 | 9,407  | [ 2 ] |
| 2号線 | 乗降人員 | 22,040 | 22,830 | 23,129 | 22,923 | 23,131 | 23,309 | 23,124 | 22,672 | 21,373 | 19,229 | [ 2 ] |
| 路線  | 路線     | 2010年 | 2011年 | 2012年 | 2013年 | 2014年 | 2015年 | 2016年 | 2017年 | 2018年 | 出典   |       |
| 2号線 | 乗車人員 | 9,614  | 9,572  | 9,788  | 10,166 | 10,380 | 10,796 | 10,894 | 13,023 | 14,137 | [ 2 ]  |       |
| 2号線 | 降車人員 | 9,080  | 9,096  | 9,231  | 9,588  | 9,851  | 10,255 | 10,341 | 12,392 | 13,517 | [ 2 ]  |       |
| 2号線 | 乗降人員 | 18,694 | 18,668 | 19,019 | 19,754 | 20,231 | 21,051 | 21,235 | 25,415 | 27,654 | [ 2 ]  |       |

## 駅周辺
- 国民銀行上往十里支店
- 道詵洞住民センター
- ソウルマイクロ病院
- ソウル舞鶴初等学校（朝鮮語版）
- 城東ビル
- 下住治安センター
- 舞鶴峰近隣公園
- 清渓川
- ソウル崇信初等学校（朝鮮語版）

## 路線バス
| 幹線バス   | 147 - 202 - 241A - 241B - 263 - 302                     |
| 支線バス   | 0213 - 1017 - 2012A - 2012B - 2013 - 2014 - 2015 - 6211 |
| マウルバス | 城東08                                                  |

## 隣の駅
ソウル交通公社
 2号線
新堂駅 (206) - 上往十里駅 (207) - 往十里駅 (208)